# Broiler (DJs)

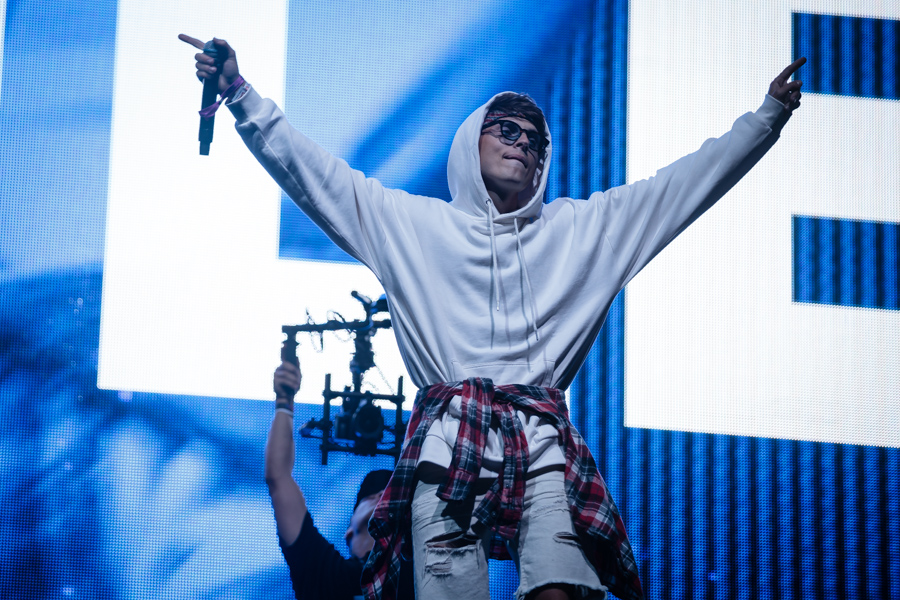
2018

Broiler  é um dueto norueguês de DJs e músicos eletrônicos composto por Mikkel Christiansen (1992) e Simen Auke (1991). De 2011 a 2013, eles eram conhecidos como DJ Broiler.

## Discografia

### Álbuns
| Título        | Detalhes do álbum | Posições |
| Título        | Detalhes do álbum | NOR      |
| ------------- | --- | -------- |
| The Beginning | - Creditado como: Broiler - Lançado em: 4 de novembro de 2013 - Gravadora: Universal Music - Formato: Digital download, CD | 6        |

### EP
| Título    | Detalhes do álbum | Posições |
| Título    | Detalhes do álbum | NOR      |
| --------- | --- | -------- |
| Episode 1 | - Creditado como: Broiler - Lançado em: 29 de novembro de 2013 - Gravadora: Universal Music - Formato: Digital download, CD | 13       |

### Canções
| "Afterski"                                                   | 2012 | 3  | —  | — | —  | —  | —   | — | The Beginning |
| "Vannski"                                                    | 2013 | 1  | —  | — | —  | —  | —   | — | The Beginning |
| "En gang til" (com Sirkus Eliassen)                          | 2013 | 8  | —  | — | —  | —  | —   | — | The Beginning |
| "Bonski"                                                     | 2013 | 5  | —  | — | —  | —  | —   | — | The Beginning |
| "Colors"                                                     | 2013 | 18 | —  | — | —  | —  | —   | — | Episode 1     |
| "Rays of Light"                                              | 2014 | 11 | —  | — | —  | —  | —   | 2 | por anunciar  |
| "Wild Eyes" (com Ravvel)                                     | 2014 | 1  | 70 | 4 | 25 | 11 | 138 | — | por anunciar  |
| "For You" (com Anna Bergendahl).                             | 2014 | 21 | —  | — | —  | —  | —   | — | por anunciar  |
| "Fly by Night" (com Tish Hyman)                              | 2015 | 4  | —  | — | —  | —  | —   | — | por anunciar  |
| "Money" (com Bekuh BOOM)                                     | 2016 | 3  | —  | — | —  | —  | —   | — | por anunciar  |
| "Lay It On Me" (com Ina Wroldsen)                            | 2016 | 2  | —  | — | —  | —  | —   | — | por anunciar  |
| "Daydream"                                                   | 2016 | 19 | —  | — | —  | —  | —   | — | por anunciar  |
| "—" denota uma canção que não figurou em determinada parada. |      |    |    |   |    |    |     |   |               |